# Quivira (Titan)
Pour la cité mythique, voir Quivira.
Quivira est une formation d'albédo claire à la surface du satellite Titan de la planète Saturne.

## Caractéristiques
Quivira est centrée sur 15° de latitude nord et 0° de longitude ouest.

## Observation
Quivira a été découverte par les images transmises par la sonde Cassini.
Elle a reçu le nom de Quivira, une ville légendaire dans le sud-ouest des États-Unis.